# La Grosse Boule
La Grosse Boule är en ö i Kanada.   Den ligger i provinsen Québec, i den östra delen av landet, 900 km nordost om huvudstaden Ottawa. Arean är 4,6 kvadratkilometer.
Terrängen på La Grosse Boule är lite kuperad. Öns högsta punkt är 208 meter över havet. Den sträcker sig 3,8 kilometer i nord-sydlig riktning, och 2,6 kilometer i öst-västlig riktning.